# Legalna blondynka (musical)
Legalna Blondynka – musical z muzyką i tekstami Laurence’a O’Keefe’a i Nella Benjamina libretto autorstwa Heather Hach. Historia oparta jest na powieści Prawnik Elle Woods Amandy Brown i filmie z 2001 o tym samym tytule, co musical. Opowiada historię Elle Woods, dziewczyny, która dostaje się do Harvard Law School, by odzyskać swojego byłego chłopaka, Warnera. Odkrywa, w jaki sposób jej znajomość prawa może pomóc innym i skutecznie broni Brooke Wyndham, właścicielkę olbrzymiego klubu fintess, w procesie o morderstwo.
Legalna Blondynka została po raz pierwszy wystawiona w San Francisco w Kalifornii w kwietniu 2007. Pokaz przeniósł się na Broadway, zdobywając pozytywne recenzje i zarabiając nawet 1 000 000 $ tygodniowo. Choreografią zajął się Jerry Michell. Ell została zagrana przez Laurę Bell Bundy, Christian Borle grał Emmetta, a Richard H. Blake Warnera. Musical otrzymał siedem nominacji do Nagrody Tony i dziesięć nominacji do Drama Desk, ale nie wygrał żadnej nagrody. Ostatni pokaz odbył się w październiku 2008 i w sumie wystawiono dzieło 595 razy. Musical pojawił się na West Endzie w styczniu 2010 w Savoy Theatre. Produkcja została nominowana do pięciu nagród Laurence Olivier Award, zdobywając trzy z nich, w tym nagrodę w kategorii Best New Musical.
Musical został nagrany we wrześniu 2007 i wyemitowany na antenie MTV w październiku 2007.

## Utwory muzyczne
Akt I
- „Overture” – orkiestra
- „Omigod You Guys” – Elle, Serena, Margot, Pilar i zespół
- „Serious” – Warner i Elle
- „Daughter of Delta Nu” – Serena, Margot, Pilar i zespół
- „What You Want” – Elle, Serena, Margot, Pilar, Kate, rodzice Ell i zespół
- „The Harvard Variations” – Emmett, Aaron, Enid, Padamadan i studenci Harvardu
- „Blood in the Water” – Callahan i zespół
- „Positive” – Elle, Serena, Margot, Pilar i chór
- „Ireland” – Paulette
- „Ireland” (Reprise) – Paulette
- „Serious” (Reprise) – Elle i Warner
- „Chip On My Shoulder” – Elle, Emmett i cór
- „Run Rufus Run/Elle Reflects”- Elle, Emmett
- „So Much Better” – Elle, chór i zespół

Akt II
- „Entr’acte” – orkiestra
- „Whipped into Shape” – Brooke, Callahan i zespół
- „Delta Nu Nu Nu” – Brooke i Elle
- „Take It Like a Man” – Elle, Emmett i sprzedawcy
- „Bend and Snap” – Elle, Paulette, Serena, Margot, Pilar, Bend i zespół
- „There! Right There!” – Elle, Callahan, Emmett, Brooke, Vivienne, Warner, Enid, Judge, Nikos, Carlos i zespół
- „Legally Blonde” – Elle i Emmett
- „Legally Blonde Remix” – Vivienne, Elle, Enid, rodzice Elle, Margot, Serena, Pilar, Brooke i zespół
- „Scene of the Crime/Omigod You Guys (Reprise)” – Elle, Judge, Serena, Margot, Pilar i zespół
- „Find My Way/Finale” – Elle, Paulette, Emmett i zespół
- „Bows” – orkiestra i zespół